# Villasexmir
Villasexmir ist ein Ort und eine spanische Gemeinde (municipio) mit 67 Einwohnern (Stand: 2024) im Zentrum der Provinz Valladolid in der Autonomen Region Kastilien-León. 

## Lage und Klima
Die ca. 725 m hoch gelegene Gemeinde Villasexmir liegt in der Iberischen Meseta knapp 30 km (Fahrtstrecke) westlich von Valladolid. Das Klima im Winter ist kalt, im Sommer dagegen warm bis heiß; der spärliche Regen (ca. 517 mm/Jahr) fällt verteilt übers ganze Jahr.

## Bevölkerungsentwicklung
| Jahr      | 1970 | 1981 | 1991 | 2001 | 2011 | 2021 |
| Einwohner | 187  | 149  | 144  | 121  | 93   | 73   |

Der Bevölkerungsrückgang den 1950er Jahren ist im Wesentlichen auf die Mechanisierung der Landwirtschaft und die Aufgabe von bäuerlichen Kleinbetrieben zurückzuführen (Landflucht).

## Sehenswürdigkeiten
- Kirche Mariä Himmelfahrt (Iglesia de Nuestra Señora de la Asunción)
- Christuskapelle
- Marienkapelle

## Persönlichkeiten
- Florentino Asensio Barroso (1877–1936), römisch-katholischer Geistlicher, Apostolischer Administrator von Barbastro, Seliger